# Star Division
A Star Division foi uma empresa de software fundada por Marco Börries, possuindo sua sede na cidade de Hamburgo, na Alemanha. Foi a empresa responsável pelo desenvolvimento inicial da suíte de escritório StarOffice, software que vendeu mais de 25 milhões de cópias e cujo código fonte originou a criação da suíte de escritório livre OpenOffice.org.
A partir de 1998, Marco Börries permitiu que o StarOffice fosse utilizado gratuitamente de forma privada (sem fins comerciais). Em agosto de 1999, a Star Division foi vendida para a Sun Microsystems. Em seguida, a Sun Microsystems lançou a versão 5.1a do StarOffice, que era gratuito também para a utilização comercial.